# Sociedade Esportiva Pauferrense
Maillots
La Sociedade Esportiva Pauferrense, plus couramment abrégée en Pauferrense, est un club brésilien de football fondé en 1995 et basé dans la ville de Pau dos Ferros, dans l'État du Rio Grande do Norte.
Le club joue ses matchs à domicile au Stade du 9 janvier, et joue actuellement dans le championnat du Rio Grande do Norte.

## Histoire
Le club est fondé le 1er mai 1995. Il est connu pour avoir participé au championnat du Brésil de troisième division en 1996.
Le haut fait d'armes du club survient en 1999, lorsqu'il s'impose sur le large score de 6-2 contre le grand club du Rio Grande do Norte de l'América de Natal.

## Présidents du club
- Geniosmo Pinheiro Campos de Morais